# Eduard Sergijenko
Eduard Wladimirowitsch Sergijenko (russisch Эдуард Владимирович Сергиенко; * 18. Februar 1981 in Charzysk, Ukrainische SSR, Sowjetunion) ist ein kasachischer ehemaliger Fußballspieler.

## Karriere
Eduard Sergijenko begann die Spielzeit 2008 bei Schachtjor Qaraghandy und wechselte während der Saison zum FK Atyrau. 2009 spielte er beim belarussischen Erstligisten FK Homel. 2010 wurde er vom russischen Zweitligisten FK Nischni Nowgorod unter Vertrag genommen.

## Nationalmannschaft
Sergijenko wurde 19-mal in der Kasachischen Fußballnationalmannschaft eingesetzt.

## Erfolge
- Kasachischer Meister: 2006
- Kasachischer Pokalsieger: 2005